# Gaetano Majorana
Gaetano Majorana (Palermo, 1859 – Catania, 27 novembre 1930) è stato un avvocato, economista e politico italiano.

## Biografia
Nacque a Palermo nel 1859, figlio di Pietro Majorana, ma visse a Catania fin dall'età di 15 anni (ca. 1874) compiendovi gli studi, laureandosi poi in giurisprudenza, quindi conseguendo la libera docenza in Diritto commerciale.
Fu libero docente di Diritto commerciale e di Diritto marittimo; inoltre, Majorana fu incaricato di Diritto amministrativo nella R. Università di Catania.
Divenne sindaco di Catania durante la Grande guerra. Successivamente, fu eletto presidente del Consiglio provinciale di Catania, vice presidente dell'Ordine degli avvocati della città etnea, rettore (dal 1925) del Regio Istituto Superiore di Scienze Economiche e Commerciali di Catania.
Fra i suoi scritti, le monografie giuridiche La prescrizione in materia di commercio e Le convenzioni fra persone lontane del 1912 legano il suo nome agli studi di diritto privato.

## Scritti
- Elementi di Diritto rurale, Catania, Tip. di F. Martinez, 1886.
- Principi di diritto nautico secondo il codice di commercio italiano, in Nave : proprietà della nave e suoi modi d'acquisto, comproprietà, usufrutto fasc. 1, vol. 1, Catania, tip. C. Galatola, 1886.
- Principi di Diritto nautico secondo il Codice di Commercio italiano, Catania, tip. C. Galatola, 1886.
- Considerazioni sullo istituto della Patria potestà e confronti fra le relative disposizioni delle ab. leggi civili ed il Codice civile italiano, Catania, Tip. Martinez, 1886.
- Sull'articolo 1128 Codice civile, Palermo, Stab. Tip. Virzì, 1888.
- Ancora sulla inapplicabilità dell'art. 1176 c. c. in quanto riguarda la non solvenza alle obbligazioni dei commercianti, Catania, s.n., 1911.
- Conseguenze della riconsegna della merce eseguita dal capitano senza presentazione della polizza di carico: nota a sentenza, Torino, Unione tipografico-editrice torinese, 1911.
- Inapplicabilità della rescissione per causa di lesione alla compra-vendita commerciale d'immobili, Palermo, O. Fiorenza, 1912.
- Ancora sulle conseguenze della riconsegna della merce eseguita dal capitano senza presentazione della polizza di carico, Torino, Unione Tipografico- Editrice, 1912.
- La prescrizione in materia di commercio, Torino, F.lli Bocca, 1912.
- Delle convenzioni fra persone lontane, Palermo, O. Fiorenza, 1912.